# Edward Ling
Pour les articles homonymes, voir Ling.
Edward Ling est un tireur sportif britannique né le 7 mars 1983. Il a remporté la médaille de bronze en trap aux Jeux olympiques d'été de 2016 à Rio de Janeiro.